# Poultonella nuecensensis
Poultonella nuecensensis är en spindelart som beskrevs av Cokendolpher, Horner 1978. Poultonella nuecensensis ingår i släktet Poultonella och familjen hoppspindlar. Inga underarter finns listade i Catalogue of Life.